# Fusulculus
Fusulculus là một chi ốc biển, là động vật thân mềm chân bụng sống ở biển trong họ Pseudolividae.

## Các loài
Các loài thuộc chi Fusulculus bao gồm:
- Fusulculus albus Bouchet & Vermeij, 1998[2]
- Fusulculus crenatus Bouchet & Vermeij, 1998[3]